# Kölner Schrift zum Wirtschaftsrecht
Die Kölner Schrift zum Wirtschaftsrecht (abgekürzt KSzW) war eine von Nachwuchsjuristen geführte Fachzeitschrift auf dem Gebiet des Wirtschaftsrechts, die zu aktuellen Schwerpunkten quartalsweise erschien.
Initiiert und herausgegeben von Studenten und wissenschaftlichen Mitarbeitern der rechtswissenschaftlichen Fakultät der Universität zu Köln verfolgte die Redaktion der KSzW das Ziel, eine wirtschaftsrechtliche Fachzeitschrift zu etablieren, die sich gleichermaßen an Studenten, Wissenschaftler und Praktiker richtet.
Dieses von US-amerikanischen und britischen Law Journals geprägte Konzept sollte unter anderem Studenten eine Plattform bieten, über reguläre Studieninhalte hinauszublicken, wissenschaftlich zu arbeiten, die Landschaft wissenschaftlicher Publikationen kennenzulernen und juristisches Denken mit kaufmännischem und organisatorischem Handeln zu verbinden.
Die KSzW besaß einen wissenschaftlichen Beirat, welcher sich aus Professoren der Universität zu Köln zusammensetzte. Sie erschien von Januar 2010 bis März 2017 vierteljährlich im Otto Schmidt Verlag.
Der Autorenkreis der Ausgaben setzte sich zum einen aus Praktikern und Wissenschaftlern zusammen. Darüber hinaus wurden auch Beiträge von Studenten, wissenschaftlichen Mitarbeitern und Referendaren veröffentlicht. Die KSzW basierte auf dem Konzept einer ausgabenbezogenen Schwerpunktbildung. Jede Ausgabe widmete sich einem anderen Themengebiet. Dadurch wurden aktuelle Fragestellungen aus verschiedenen Perspektiven beleuchtet.